# Söderbärke församling
Söderbärke församling är en församling i Bärke pastorat i Västerbergslagens kontrakt i Västerås stift. Församlingen ligger i Smedjebackens kommun i Dalarnas län. 

## Administrativ historik
Söderbärke församling har medeltida ursprung. 1708 utbröts Malingsbo församling som sedan 1970 återgick till denna församling.
Församlingen bildade till 1646 ett pastorat tillsammans med Norrbärke församling kallat Bärke pastorat. från 1646 till 1708 utgjorde församlingen ett eget pastorat. Från 1798 till 1 maj 1863 och från 1962 till 1970 var församlingen moderförsamling i pastoratet Söderbärke och Malingsbo för att i perioden mellan 1863 och 1962  och efter 1970 och till 2022 utgöra ett eget pastorat.1 januari 2022 bildade församlingen med Norrbärke församling i Bärke pastorat.

## Kyrkoherdar
| Ämbetstid | Namn                          | Levnadstid | Övrigt                                     |
| --------- | ----------------------------- | ---------- | ------------------------------------------ |
| 1352      | Johannes                      |            |                                            |
| 1354      | Joannes                       |            |                                            |
| 1372–1373 | Petrus                        |            |                                            |
| 1391      | Henricus                      |            |                                            |
| 1416      | Olaus Hemmingii               |            |                                            |
| 1504      | Perus                         |            |                                            |
| 1518      | Laurentius                    |            |                                            |
| 1547–1548 | Laurentius                    |            |                                            |
| 1553      | Jonas                         |            |                                            |
| 1558–1609 | Henricus Andreae              | –1609      |                                            |
| 1610–1639 | Thomas Henrici Bothniensis    | –1639      |                                            |
| 1639–1640 | Henricus Thomae Barchius      | –1640      |                                            |
| 1640–1646 | Henricus Michaelis Ernst      | –1646      |                                            |
| 1647–1667 | Laurentius Petri Ferneboensis | 1603–1673  | Senare kyrkoherde i Stora Tuna församling. |
| 1667–1674 | Claudius Erici Rogman         | 1629–1674  |                                            |
| 1677–1680 | Johannes Petri Noraemontanus  | 1626–1680  |                                            |
| 1681–1684 | Laurentius Laurentii Barchius | 1644–1684  |                                            |
| 1686–1716 | Olaus Kalsenius               | 1656–1716  |                                            |
| 1717–1729 | Eric Montelius                | 1674–1729  |                                            |
| 1731–1752 | Pehr Petræus                  | 1676–1752  |                                            |
| 1754–1768 | Andreas Tillaeus              | 1695–1768  |                                            |
| 1769–1783 | Pehr Arosenius                | 1718–1783  | Kontraktsprost.                            |
| 1786–1787 | Johan Wastenius               | 1733–1787  |                                            |
| 1790–1811 | Gustaf Christiernin           | 1752–1811  |                                            |
| 1813–1815 | Johan Jacob Schultz           | 1757–1815  | Kontraktsprost.                            |
| 1816–1838 | Daniel Arosenius              | 1764–1838  | Kontraktsprost.                            |
| 1839–     | Eric Bergqvist                | 1783–      |                                            |

## Kyrkor
- Söderbärke kyrka
- Malingsbo kyrka